# Sphecodes iosephi
Sphecodes iosephi là một loài Hymenoptera trong họ Halictidae. Loài này được Nobile & Turrisi mô tả khoa học năm 2004.